# 曼陀罗 (植物)
曼陀羅是茄科類曼陀羅屬植物，又名醉心花、狗核桃、醉仙桃、疯茄儿、南洋金花、山茄子、凤茄花、朝鮮牽牛花。幾個世紀以來，曼陀羅被用作中醫草藥，以緩解哮喘症狀和作為手術或接骨止痛劑，也是強力迷幻劑和譫妄劑。曼陀羅屬植物在梵語称作Dhattūra达都罗，佛經的“曼陀罗花”（梵語：māndārava；巴利語：mandārava）其实是刺桐，但在古代中国被人附会成茄科的曼陀罗。

## 形态
曼陀罗花是茄科野生直立木质一年生草本植物，在低纬度地区可长成亚灌木，株高一般在50厘米到200厘米之间，根部已经木质化。曼陀罗花单叶互生，上部呈对生状，叶片卵形或宽卵形，先端尖，基部两侧不对称，全缘或者破转，波状锯齿。曼陀罗花的花蕾荫发于叶叉间，花呈喇叭型，大多数花色为白色，长度约在4厘米到10厘米之间。曼陀罗花的果实呈球形，外壳表面有棘刺，果实成熟时裂成4瓣，种子为宽三角形，扁平，淡褐色。

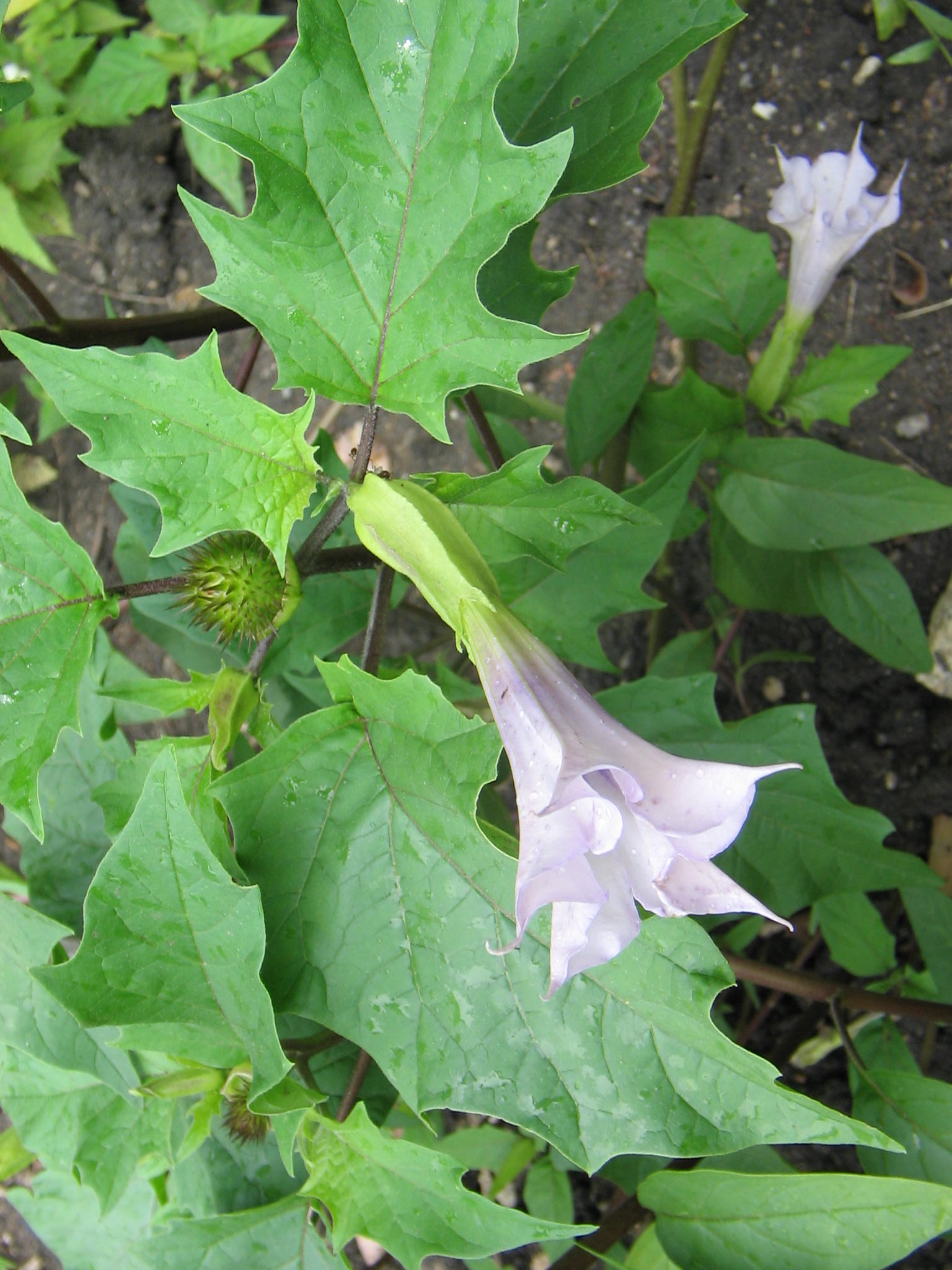
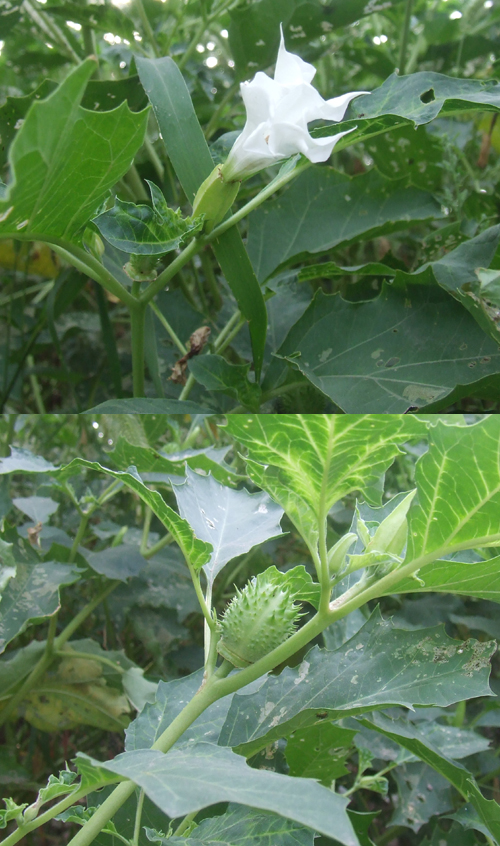
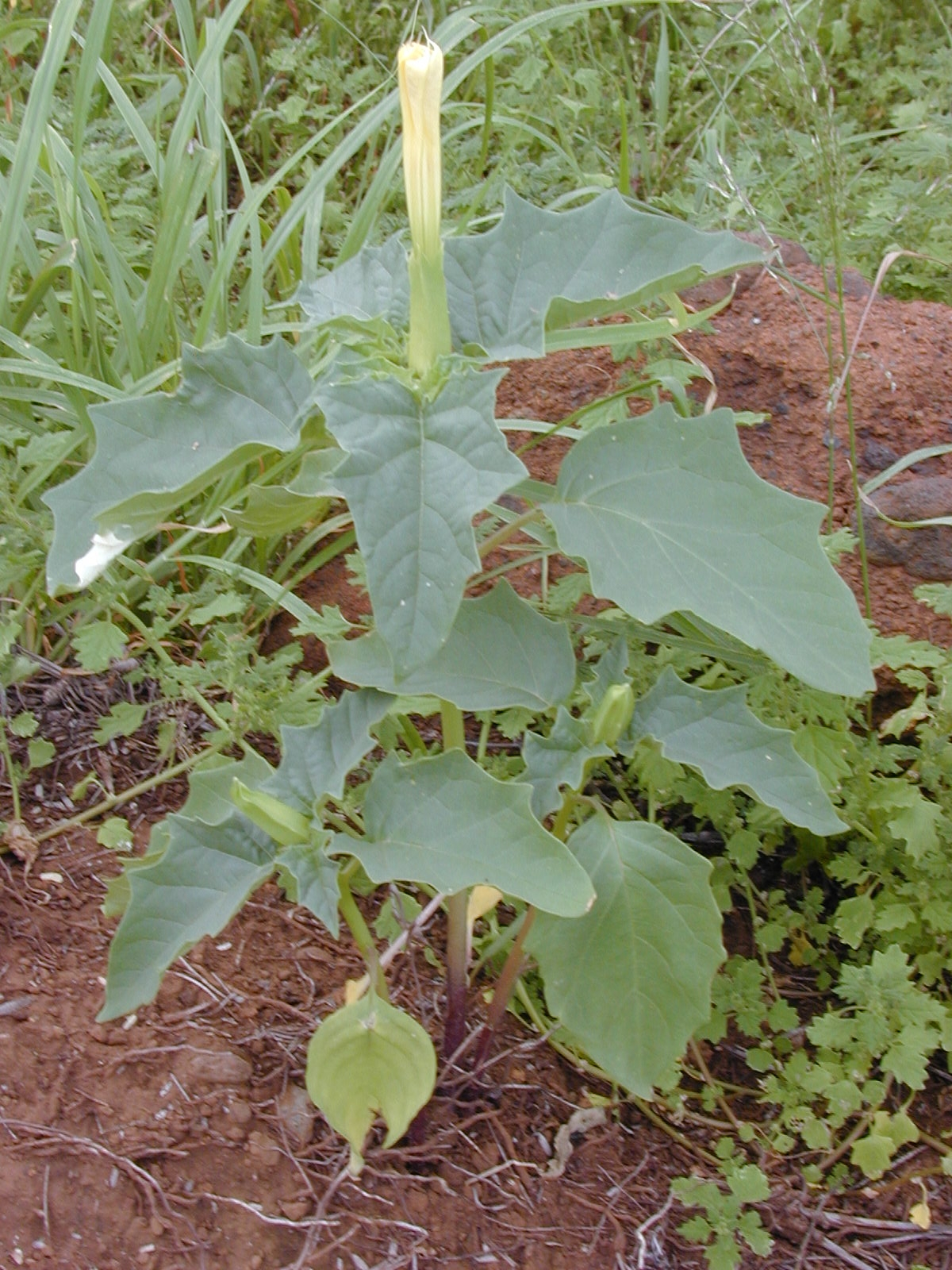
植株
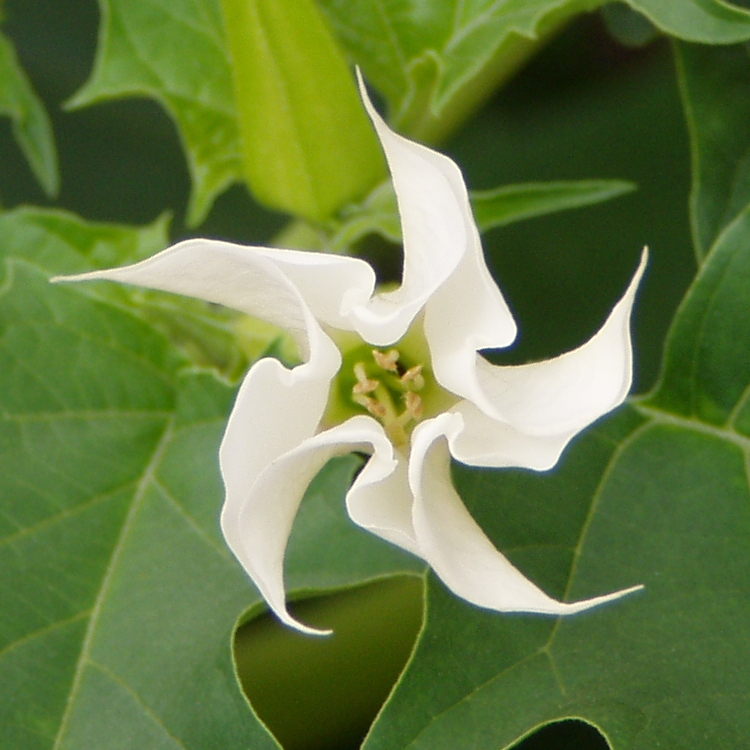
花
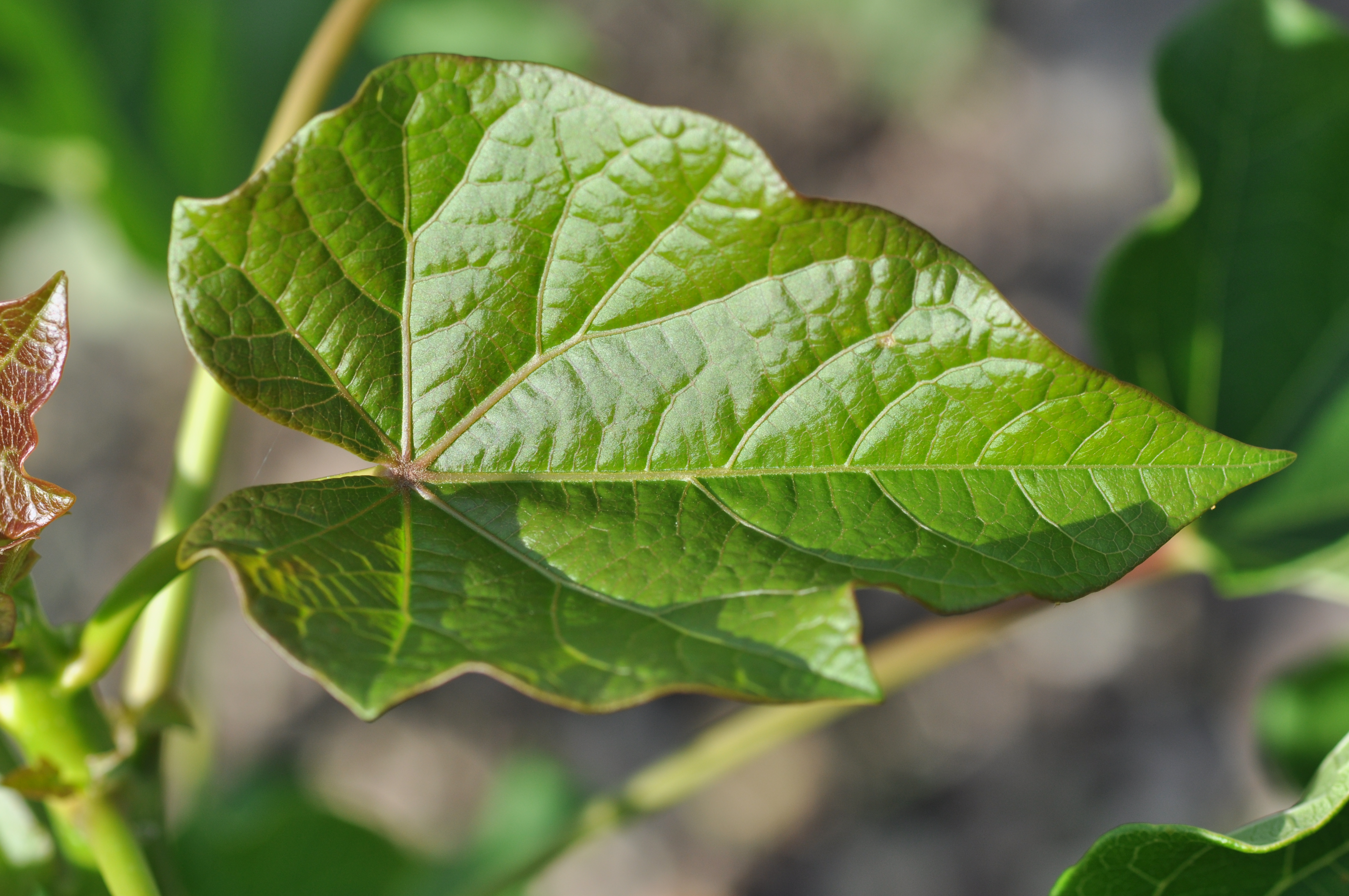
葉
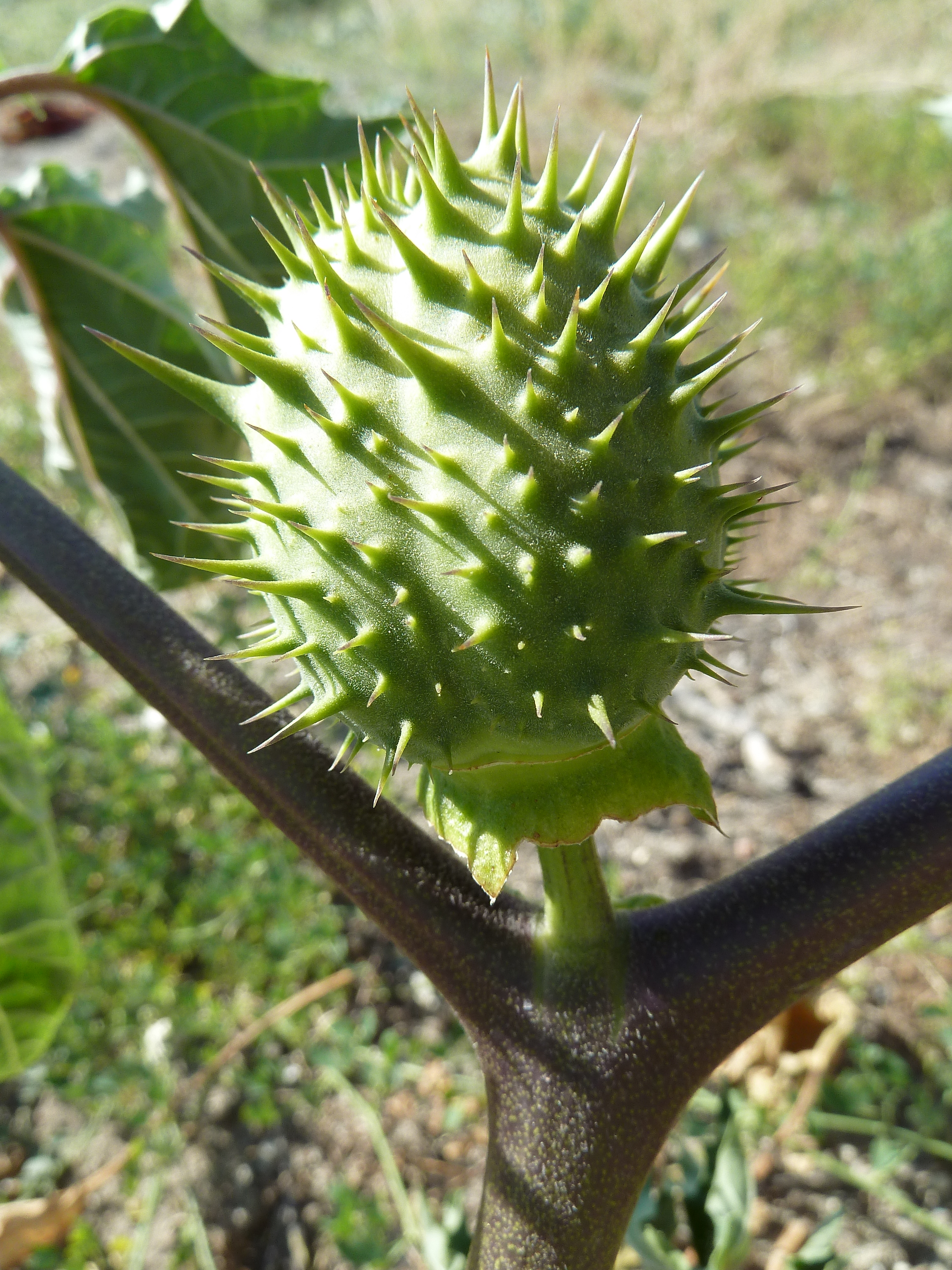
果實
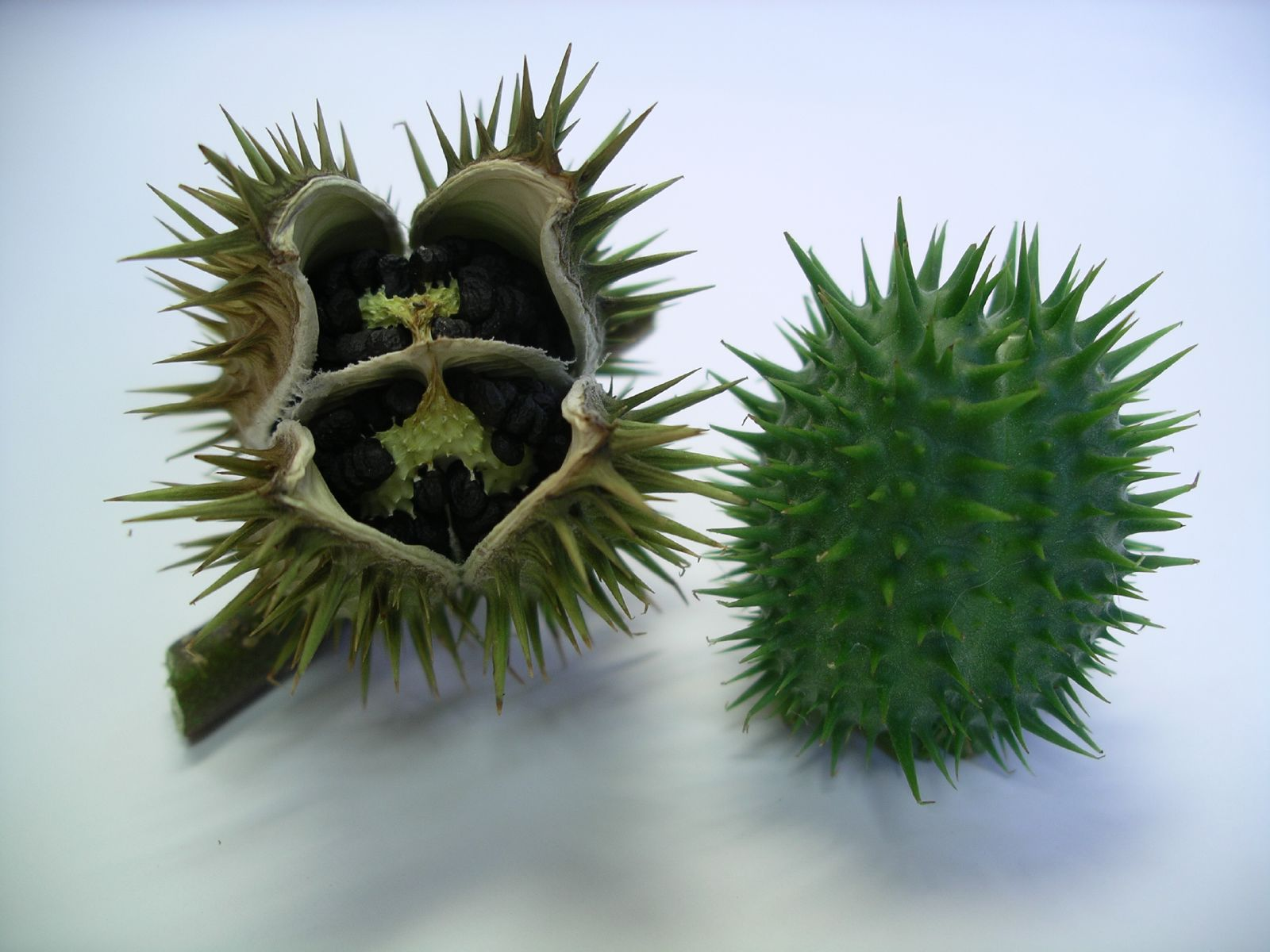
果實
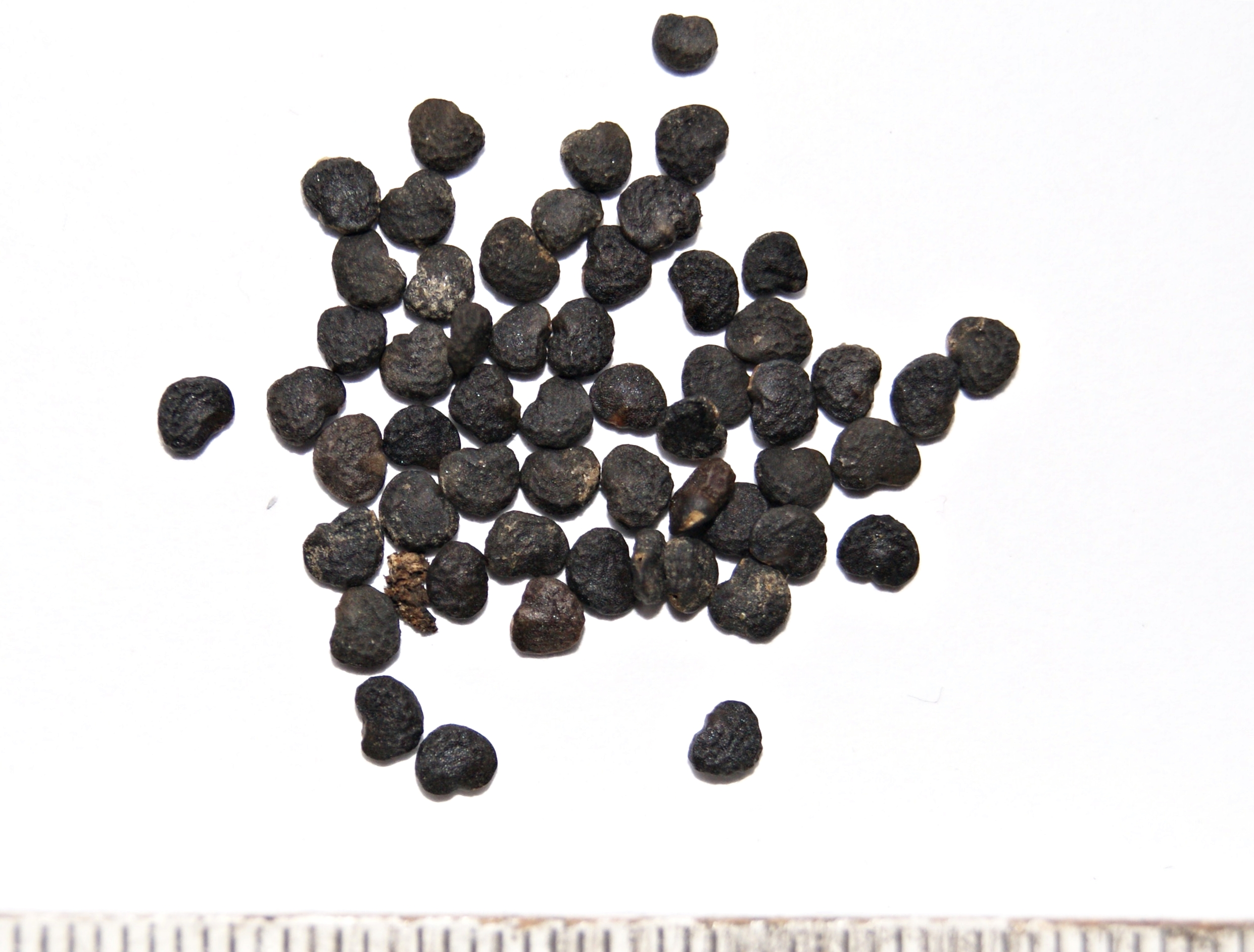
種子
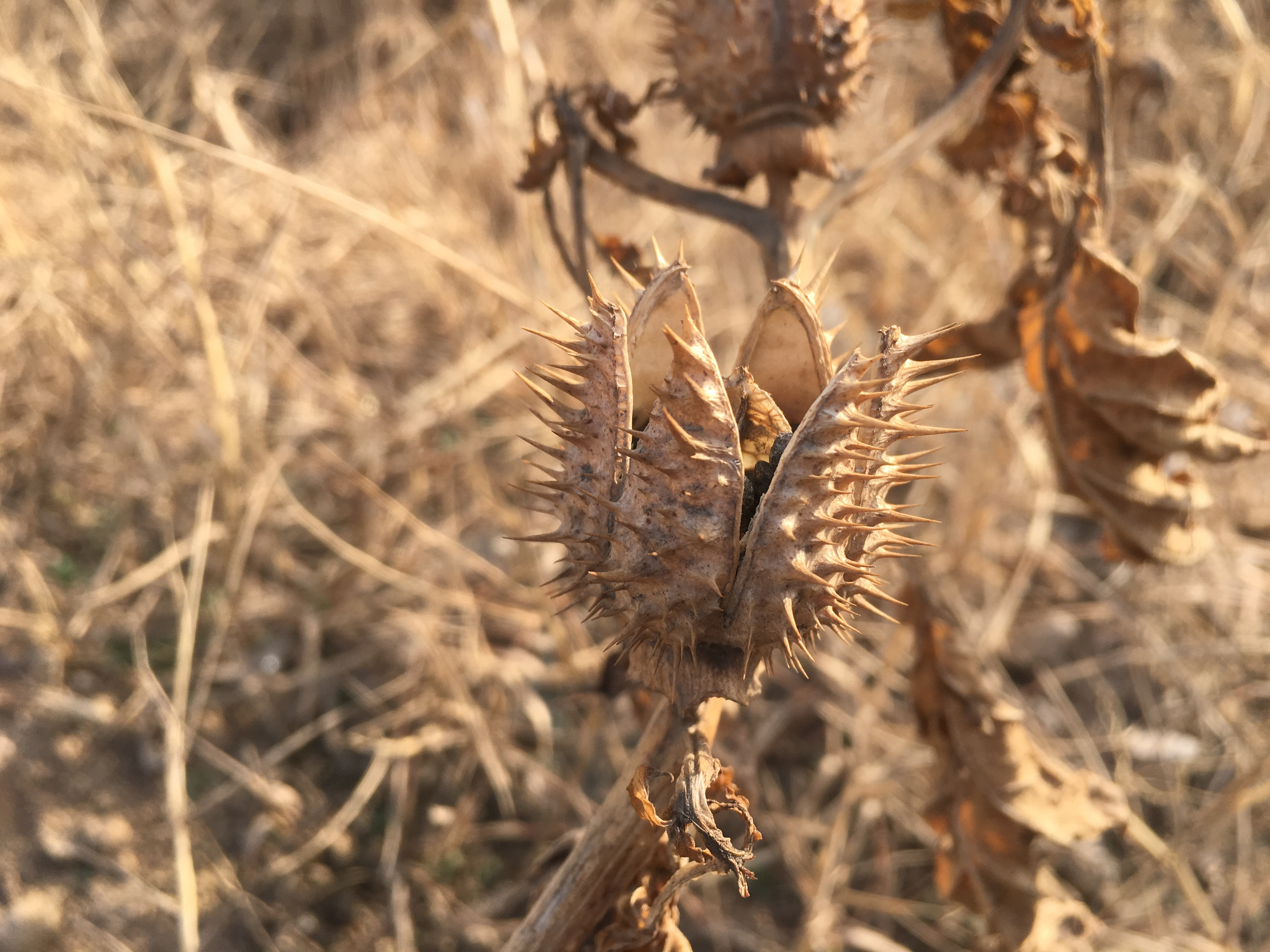
成熟的果实

## 分布
曼陀罗花原产于墨西哥。目前广泛分布于世界温带至热带地区。生于荒地、旱地、宅旁、向阳山坡、林缘、草地。

## 生长繁殖
曼陀罗花花期很长，只要温度合适一年四季都可开花，野外生长的曼陀罗花花期在5月到9月之间，果實成熟期於6月到10月之间。曼陀罗花靠种子繁殖。

## 用途
曼陀罗花整株有毒，种子毒性最大。花的主要成份为东莨菪碱及少量阿托品，而起麻醉作用的主要成份是东莨菪碱。它的作用是使肌肉松驰，抑制汗腺分泌，因此古人将此花所製的麻醉药取名为“蒙汗药”，相當於迷魂藥的一種。
宋朝《扁鹊心书》中说：“人难忍艾火炙痛，服此（曼陀罗花等）即昏不知痛，亦不伤人。”明朝李时珍《本草纲目》记述“八月採此花，七月採火麻子花，阴干，等分为末，热酒调服三钱，少顷昏昏如醉。割疮灸火，宜先服此，则不觉其苦也”都强调了它的麻醉作用。據說三国时期华佗所製的“麻沸散”也含有曼陀罗花，民间的“蒙汗药”也是用其所製。
曼陀罗花除有麻醉作用外，还有止咳平喘功效，可以治疗寒性咳喘、少痰等病症；但不论做为麻醉还是用来治咳喘，都要谨遵医嘱，否则就会中毒。
由於曼陀羅花的毒性，因此也被用來做毒藥。如1908年，越南獨立運動家黃花探曾企圖用曼陀羅花毒殺越南的法國駐軍，以發動起義但失敗，史稱「河城投毒事件」。

## 中毒
曼陀羅花主要毒素成分為東莨菪鹼、莨菪鹼，誤食後會出現口乾舌燥、皮膚潮紅、心跳呼吸加快、頭暈，接著可能出現幻聽、幻覺、意識模糊、妄想等神經系統症狀。

## 花語
- 紫色－恐怖
- 藍色－詐情、騙愛
- 紅色－花香傳說有魔力，喚起生前記憶
- 粉色－適意

## 外部連結
- 曼陀羅 Mantuoluo （页面存档备份，存于） 藥用植物圖像數據庫 (香港浸會大學中醫藥學院) （中文）（英文）
- 洋金花 中藥材圖像數據庫  (香港浸會大學中醫藥學院) （中文）（英文）
- 阿托品 Atropine （页面存档备份，存于） 中草藥化學圖像數據庫 (香港浸會大學中醫藥學院) （中文）（英文）
- . 中国植物物种. 昆明: 中科院昆明植物研究所.   [2013-01-18]. （原始内容存档于2016-03-05）.（简体中文）

## 延伸阅读
[在维基数据编辑]
 《欽定古今圖書集成·博物彙編·草木典·曼陀羅部》，出自陈梦雷《古今圖書集成》
 維基物種上的相關：曼陀罗